# Gunung Besar (berg i Indonesien, Aceh, lat 4,34, long 97,38)
Gunung Besar är ett berg i Indonesien.   Det ligger i provinsen Aceh, i den västra delen av landet, 1 600 km nordväst om huvudstaden Jakarta. Toppen på Gunung Besar är 1 650 meter över havet.
Terrängen runt Gunung Besar är bergig åt sydost, men åt nordväst är den kuperad.  Trakten runt Gunung Besar är nära nog obefolkad, med mindre än två invånare per kvadratkilometer. Det finns inga samhällen i närheten. I omgivningarna runt Gunung Besar växer i huvudsak städsegrön lövskog.